# 圣捷尔吉堡
46°45′33″N 17°07′51″E / 46.7591042°N 17.1308568°E
圣捷尔吉堡（匈牙利語：Szentgyörgyvár）是匈牙利佐洛州所辖的一个村，总面积11.66平方公里，总人口314，人口密度26.9人/平方公里（2010年1月1日）。